# Lycurgue (Némée)
Pour les articles homonymes, voir Lycurgue.
Lycurgue était le roi mythologique de Némée, fils de Phérès et Périclymène (fille de Minia), frère de Admète. Il était l'époux d'Eurydice (ou Amphithée) et père d'Opheltes.
« On voit à Némée le tombeau d'Opheltes, il est entouré d'un parapet de pierres, et il y a des autels dans l'intérieur de l'enceinte. Le tombeau, de Lycurgue, père d'Opheltes, est tout auprès, c'est une éminence de terre faite à la main. La fontaine voisine se nomme Adrastée, soit parce qu'elle a été trouvée par Adraste, soit pour quelque autre raison. On croit que ce canton a pris son nom de Némée, qui était aussi fille d'Asope. Au-dessus de Némée s'élève le mont Apesas, où Persée sacrifia pour la première fois, dit-on, à Jupiter (Zeus) Apesantius. »
— Pausanias le Périégète, Description de la Grèce